# 临水酒
临水酒是安徽霍邱出产的一种白酒，源于明朝洪武年间当地临水吴氏家族成立的私人酒坊。1906年“吴隆兴坊”酒坊兼并了其他所有酒坊，成为当地唯一的酒坊。1949年吴氏家族将酒坊捐献给国家，改建成国营临水酒厂，后数度易名、改制，其包括“中华玉泉”、“大中华”在内的产品曾广受欢迎被多次获奖。2004年被金东集团收购改制为民企。临水酒乃以经过五道筛选的东北糯红高粱和小麦、大麦、豌豆等为原料，把以酱香型白酒高温制曲法，经两个月才生产出的高温酒曲存贮半年后，经四个月发酵，依浓香型白酒酿造工艺，在大别山洞库洞藏酿制出的浓头酱尾味的浓酱兼香型白酒。现主要市场在皖西，被当地消费者誉为“皖西小茅台”。